# Ruch Williama Branhama w Polsce
Ruch Williama Branhama w Polsce – niezarejestrowana i niejednorodna wspólnota wyznaniowa działająca w Polsce od końca lat 60. XX wieku. Opiera się na naukach Williama Branhama rozpowszechnianych głównie w postaci jego zarejestrowanych kazań. Wspólnota odrzuca dogmat Trójcy. W Polsce ma cztery główne odłamy, różniące się głównie eschatologią i w pewnym stopniu stosunkiem do swego proroka Branhama. Popularnie wyznawcy określani są jako branhamiści lub branhamowcy co w odczuciu członków wspólnoty ma zabarwienie pejoratywne.
Pierwsze zbory ruchu powstały w Wiśle, Bielsku-Białej, Woli Piotrowej, Wisłoczku i Katowicach. Z czasem pojawiły się też i zanikły w Bolesławcu i Legnicy. Niewielkie zbory lub grupy, liczące od 10 do 40 członków, istnieją też w Pszczynie, Opolu, Gliwicach, Wrocławiu, Głogowie, Koszalinie, Słupsku, Wejherowie, Czeladzi, Żywcu i Bażanowicach k. Cieszyna. Według szacunków wspólnota liczy w Polsce około pięciuset wyznawców oraz posiada nieokreślone grono sympatyków.
Środowisko to, poza jednym wyjątkiem, nie zabiega o legalizację prawną wspólnoty, uważając rejestrację za przyjęcie na siebie „znamienia bestii” (Obj 13:16).

## Początki
Branhamizm pojawił się na bazie nauk Williama Branhama, jednego z prekursorów ruchu charyzmatycznego. Ponieważ jednak Branham w swoich naukach w wielu szczegółach przyjął poglądy odbiegające od doktryny pentekostalnej, jak i doktryny ruchu charyzmatycznego, jego nauka utworzyła nowy nurt religijny nazywany branhamizmem. Sami członkowie ruchu nazywają siebie uczestnikami ruchu Poselstwa.
W Polsce ruch rozprzestrzenił się prawie wyłącznie w środowisku polskich protestantów. Pod koniec lat 50. w środowisku zielonoświątkowym wysyłano z Polski do misji Branhama prośby o uleczenie poprzez modlitwę. Pod koniec lat 60. działalność w Polsce rozpoczęli niemieccy kaznodzieje, Ewald Frank i Gerd Rodewald, propagujący nauki Branhama. Skutkiem ich działalności było pojawienie się pierwszych zwolenników branhamizmu, wśród których był Tadeusz Kupka oraz jego bracia Władysław i Adolf. W połowie lat 70. Eugeniusz Ilczuk utworzył pierwszy zbór branhamistów w Wiśle. Nauka Branhama spotkała się z pozytywnym przyjęciem przede wszystkim w środowisku stanowczych chrześcijan na Śląsku Cieszyńskim i na Zaolziu. Nielicznych wyznawców pozyskano na Ziemiach Odzyskanych.
W latach 1966–1972, wraz z przesiedleniem stanowczych chrześcijan w rejon Pogórza Bukowskiego i wschodniego krańca Beskidu Niskiego (Wola Piotrowa, Puławy, Wisłoczek, Tokarnia), doszło do utworzenia odrębnej wspólnoty nazwanej Ewangeliczną Wspólnotą Zielonoświątkową . Cześć tej wspólnoty przyjęła nauki Branhama. W 1976 utworzono odrębny zbór branhamistów w Wisłoczku liczący 17 osób. W 1986 roku doszło do podziału zboru zielonoświątkowego w Bolesławcu, w wyniku którego powstał kilkunastoosobowy zbór branhamistów istniejący w mieście kilkanaście lat.

## Podział środowiska
Podziały w środowisku polskich członków ruchu pojawiły się w latach 80. Utworzyli oni cztery odłamy związane z osobą lidera przyjmowanego za następcę po Williamie Branhamie (1909–1965). Odłamom tym przewodzili Joseph Branham, Lee Vayle, Joseph Coleman i Ewald Frank. Odłamy utrzymują ze sobą luźne kontakty.
Z osobą Josepha Branhama (ur. 1955) – syna Williama – związany jest odłam określający siebie jako „Biblijnie wierzący”. Jest to najliczniejsza grupa, ściśle trzymająca się nauk Branhama. Skupiają się głównie w rejonie Pogórza Bukowskiego i wschodniego krańca Beskidu Niskiego oraz na Śląsku Cieszyńskim. Szacunkowo ich liczba sięga około 300 osób.
Z osobą Lee Vayle’a (1914–2012), wydawcą pism Williama Branhama, związany jest odłam, który jako jedyny zarejestrował – w 1993 – swoją działalność pod nazwą „Zbór Ewangelii Łaski” z siedzibą w Katowicach. W roku 2000 zbór ten liczył około 60 członków. Wspólnota miała też wyznawców w Bielsku-Białej, Wiśle i Legnicy. Od innych odłamów poza podejściem do rejestracji wyróżnia się również pobieraniem dziesięciny, co nie występuje w innych grupach. W 2008 roku wspólnota uległa podziałowi ze względu na różnice dotyczące stanowiska wobec rejestracji prawnej. Stąd w roku 2011 liczyła już tylko 25 wiernych.
Joseph Coleman (1927–2012) z Nowego Jorku utworzył odłam nazywany „gromowcami”. Eschatologia tego odłamu została poszerzona o interpretację siedmiu grzmotów z księgi Objawienia, co nadało im nazwę. Grupa ta tworzyła niegdyś społeczność w Woli Piotrowej, jednak z czasem przestała istnieć. Obecnie odłam ten stanowią pojedyncze osoby w Wisłoczku, w Jaworze i na Zaolziu. Grupa nie przeprowadza własnych nabożeństw, lecz ogląda internetowe transmisje ze zboru w Nowym Jorku.
Ewald Frank (ur. 1933) założył swoją wspólnotę („Freie Volksmission” – Wolna Misja Ludowa). Przejął on i rozwinął naukę Branhama. Często też krytykuje Kościół katolicki. W Polsce odłam ten jest stosunkowo nieliczny, działa głównie w Woli Piotrowej. Posługuje się regularnie wysyłanym przez Franka w języku polskim Okólnikiem. Znaczna część literatury i broszur propagandowych branhamistów została wydana przez Ewalda Franka.

## Stosunek ze strony innych wyznań
Pod względem doktrynalnym najbliższymi dla branhamistów są zielonoświątkowi jednościowcy. Są to: Zbór Ewangelicznych Chrześcijan w Duchu Apostolskim, misja Zjednoczonego Kościoła Zielonoświątkowego i Kościół Chrześcijański w Toruniu. Wszystkie trzy reprezentują modalizm. Ponadto w Legnicy działa zbór AWCF (Apostolic World Christian Fellowship), innej jednościowej zielonoświątkowej denominacji, przyjmującej adopcjanizm. Ugrupowanie to ma chrystologię wspólną z branhamowcami i sympatyzuje z nimi. Brak natomiast jakichkolwiek kontaktów pomiędzy branhamowcami a Jednotą Braci Polskich.
Polscy zielonoświątkowcy uważają naukę Branhama za herezję i stosunek do branhamistów mają negatywny. Spośród wszystkich polskich denominacji pentekostalnych najbardziej negatywny stosunek ma EWZ (dają im niewielkie szanse na zbawienie). Istnieje niewielkie zainteresowanie Branhamem wśród polskich charyzmatyków, ale przy jednoczesnym odrzucaniu heterodoksalnych punktów jego doktryny. Interesują się oni przede wszystkim działalnością Branhama (jego cudami). 
Większość ewangelikalnych wspólnot dystansuje się względem branhamistów i zaprzecza jakimkolwiek ich związkom ze swym środowiskiem. Zarzuca się im często nieświadome uczestniczenie w praktykach okultystycznych.
Katoliccy specjaliści od tropienia sekt często traktują branhamistów jako sektę. Uznał ich za takich bp Zygmunt Pawłowicz w roku 1996. Dominikańskie Centrum o Nowych Ruchach Religijnych i Sektach w 2002 roku zaliczyło branhamistów do sekt. Wielu innych katolickich ekspertów zajmujących się tropieniem sekt nie uwzględnia w swoich wykazach branhamistów.